# Cishan-Kultur

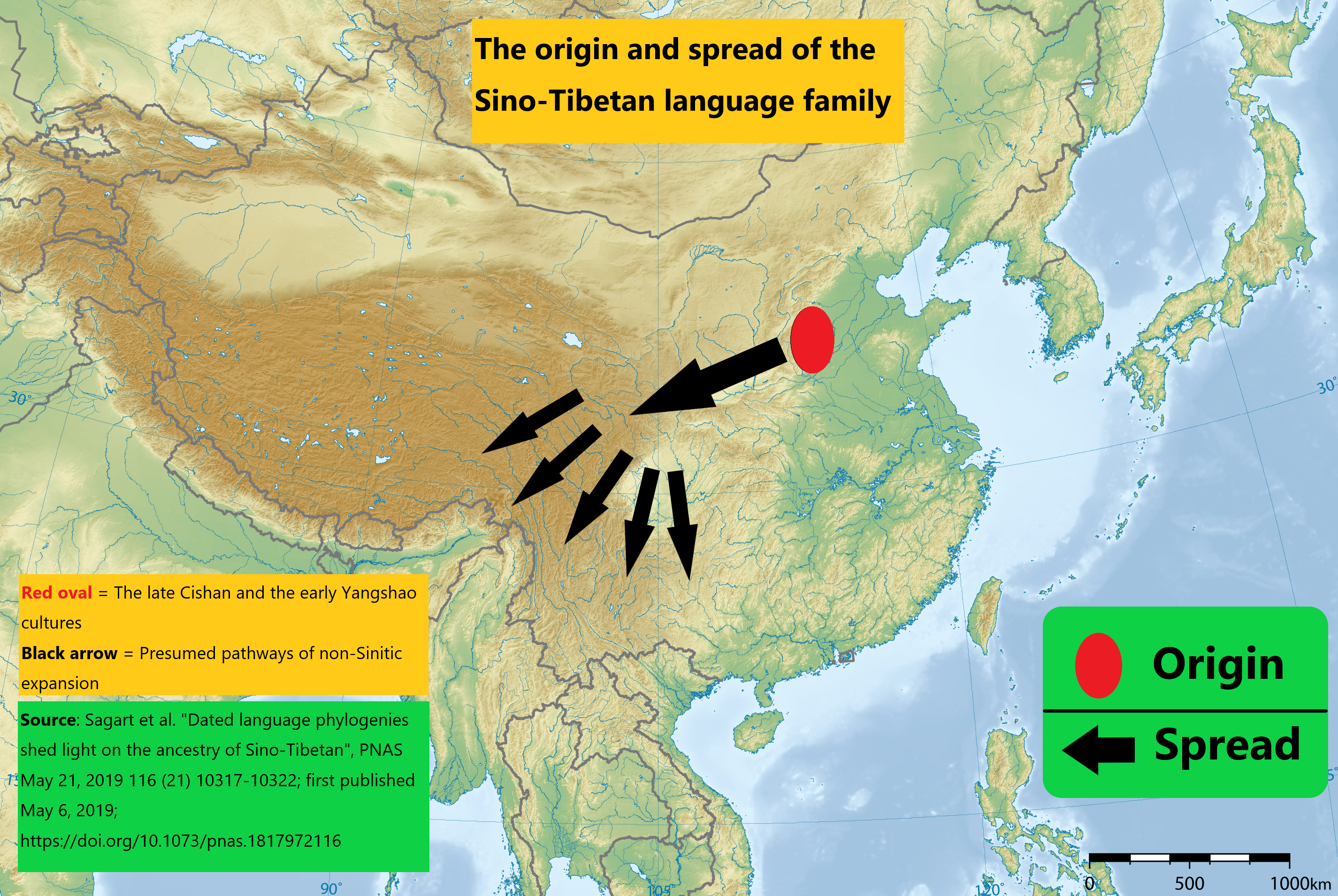
Ursprung und Verbreitung der Sinotibetische Sprachen. Rotes Oval ist die späte Cishan- und die frühe Yangshao-Kultur. Schwarzer Pfeil ist der vermutete Pfad der nicht-sinitischen Expansion. Nachdem die linguistisch vergleichende Methode auf die von Laurent Sagart im Jahr 2019 entwickelte Datenbank mit vergleichenden linguistischen Daten angewendet wurde, um Lautkorrespondenzen zu identifizieren und Kognaten zu ermitteln, werden phylogenetische Methoden verwendet, um Beziehungen zwischen diesen Sprachen abzuleiten und das Alter ihrer Herkunft und ihres Heimatlandes zu schätzen.

Die Cishan-Kultur (chinesisch 磁山文化, Pinyin Cìshān Wénhuà, englisch Cishan Culture) ist eine nach dem Fundort Cishan (Stadt Wu’an (武安市), Provinz Hebei, Nordchina) benannte frühe neolithische Kultur. Die Cishan-Stätte ist der namengebende Fundort und wurde 1973 entdeckt. Die Kultur war hauptsächlich im Südteil der Provinz Hebei verbreitet.
Nach der Radiokohlenstoffdatierung wird sie auf die Zeit von ca. 5400 bis 5100 v. Chr. datiert. Im Großen und Ganzen ist sie der Peiligang-Kultur ähnlich, ihre Kulturformen sind relativ nah verwandt. Bisweilen werden die beiden Kulturen auch zusammen als Cishan-Peiligang-Kultur oder Peiligang-Cishan-Kultur bezeichnet.
Die Landwirtschaft war bereits entwickelt, in einigen Vorratsgruben wurde angehäufte Hirse (genauer: Kolbenhirse; chin. xiǎomǐ; engl. foxtail millet) entdeckt, was bedeutet, dass die Landwirtschaft bereits in ziemlichem Umfang betrieben wurde. An Haustieren wurden Schweine und Hunde gezüchtet, wahrscheinlich auch Hühner. Das Sammeln, der Fischfang und die Jagd hatten auch einen sehr großen Anteil.
An Werkzeugen wurden hauptsächlich polierte Steinwerkzeuge verwendet, darunter für die Verarbeitung des Getreides eine weidenblattförmige Sattelmühle (shímòpán) sowie Steinsicheln. Die Brenntemperatur der Töpferwaren war relativ gering, an Gefäßformen sind unter anderem der dreifüßige Tontopf (bō 钵), Schale (wǎn 碗) und der Zweiösenkrug (shuāngěrhú 双耳壶) anzutreffen. Auch tönerne ding-Gefäße wurden entdeckt. Wassererhitzungstechniken treten bereits auf, was den Beginn des Kochens in Tongefäßen kennzeichnet. Das Trinken und Essen erfolgte bereits aus unterschiedlichen Utensilien.
Die Cishan-Stätte (磁山遗址,  Cìshān yízhǐ) steht seit 1988 auf der Liste der Denkmäler der Volksrepublik China (3-188).